# Zigomikoza
Zigomikoza je najširi termin koji se odnosi na infekcije prouzrokovane gljivicama iz vrste zigomicota philum. Međutim, s obzirom da je zigotikota identifikovana kao polifiletna i nije uključena u savremene sisteme klasifikacije gljivica, bolesti na koje se može odnositi zigomikoza naajčeše se nazivaju njihovim specifičnim imenima: mukormikoza (Mucorales), fikomikoza (Phicomicetes) i basidiobolomikoza (Basidiobolus).
Uobičajeni klinički simptomi uključuju trombozu i nekrozu tkiva. Lečenje se sastoji od brze i intenzivne terapije antifungalnim lekovima i hirurške intervencije za uklanjanje zaraženog tkiva. Prognoza bolesti u mnogome varira od zdravstvenog stanja svakog pojedinog pacijenta.

## Epidemiologija
Globalno je primećen porast slučajeva zigomikoza. Procena  je porasla na 910.000 slučajeva širom sveta.  Povećan broj slučajeva je zabeležen u Aziji i Evropi. Multicentrična studija iz Španije koja procenjuje prevalenciju zigomikoza na 0,43 slučaja na milion stanovnika godišnje.  Slično, studija zasnovana na populaciji sprovedena širom zemlje u Francuskoj, prijavila je povećanje prevalencije u periodu od 1997. do 2006. godine, sa 0,7 slučajeva na 1,2  stanovnika na milion slučajeva.
Studija jednog centra iz Indije prijavila je porast slučajeva zigomikoza sa 24,7 slučajeva na 89 slučajeva godišnje. [25, 36] Studija sprovedena u više intenzivnih odeljenja u Indiji, prijavila je visok teret zigomikoza, koji je otkriven kod 14,4% pacijenata.

## Etiopatogeneza
Ove retke, ali ozbiljne i potencijalno opasne po život gljivične infekcije obično pogađaju šupljine lica ili orofarinsa (nos i usta).
Infekcije tipa zigomikoze najčešće su uzrokovane uobičajenim gljivama koje se nalaze u zemljištu i truloj vegetaciji.
Većina pojedinaca izložena gljivicama Najčeščće su sa imunološkim poremećajima (imunokompromitovane osobe) koje su ubog toga skloniji gljivičnim infekcijama. Ove vrste infekcija su takođe česte nakon prirodnih katastrofa, poput tornada ili zemljotresa, nakon kojih ljudi imaju otvorene rane koje su se u navedenim vanrednim situacijama napunile zemljom ili istrulelosti vegetativnim materijama.
Stanje može uticati na poremećajefunkcija gastrointestinalnog trakta ili kožu. U slučajevima koji nisu traumatični, bolest obično počinje u nosu i paranazalnim sinusima, kao jedna je od gljivičnih infekcija koja se najbrže širi kod ljudi.

## Klinička slika
Zigomikoza se može različito manifestovati, u zavisnosti od mesta ulaska gljivice i faktora rizika koji je doveo do oboljenja.
Rinocerebralna zigomikoza
Najčešći oblik i javlja se kod pacijenata sa dijabetesnoom acidozom. Zahvaćeni su nos, oči, mozak nekada i moždane ovojnice. Javlja se povišena telesna temperatura, bol u jednoj polovini lica, glavobolje, nazalna kongestija, epistaksa (krvarenje iz nosa), poremećaji vida, letragija. Fizičkim pregledom se može ustanoviti periorbitalni celulitis, proptoza i smanjeni pokreti ekstraokularnih mišića. Kod težih slučajeva se mogu primetiti crne nekrotične lezije na tvrdom nepcu i nazalnoj mukozi.
Plućna zigomikoza
Ovj oblik se karakteriše pojavom visoke telesne temperature, bolom u grudima, kratkim dahom. Javlja se kod obolelih od hematoloških maligniteta (leukemija, limfomi) i neutropenije.
Gastrointestinalni zigomikoza
Kliničku sliku ovog oblika karakteriše bol u abdomenu, dispepsija, mučnina, povraćanje, dijareja. Infekcija rezultira nekrotičnim lezijama sa ishemijom i gangrenom u želucu i debelom crevu. Javlja se kod malnutricije ili obolelih od bubrežnih bolesti.
Kožna zigomikoza
Može se javiti kao primarna promena na mestu traume ili sekundarna kod hematogene diseminacije uzročnika. Na mestu prethodne traume kože javlja se induracija (otvrdnjavanje) sa eritemom i postepenim stvaranjem nekrotične ulceracije sa karakterističnim crnim središnjim delom i jasno je ograničena.
Diseminovana zigomikoza
Ovaj oblik zigomikoxom se uglavnom razvija iz plućne zigomatoze i putem krvi se širi do centralnog nervnog sistema. Počinje glavoboljama, groznicom, poremećajima vida, izmenama svesti. Zatim nastaje koma, neurološki ispadi, sa nekrotičnim promenama na plućima i koži. Takođe infekcija se širi i na jetru, slezinu, bubreg, srce i kožu.

## Dijagnoza
Djagnoza zigomikoye se postavlja se na osnovu:
- anamneze,
- kliničke slike,
- biopsije zahvaćenog tkiva i
- patohistološkog nalaza.[7]

## Terapija
Terapija se pre svega zasniva na agresivnom hirurškom odstranjivanje zahvaćenog tkiva. Paralelno sa hirurškom terapijom treba korigovati hiperglikemiju i ketaoacidozu, prekinuti ordiniranje lekova kao što su kortikosteroidi ili deferoksamin i ordinirati antifungicide.

## Prognoza
Prognoza u mnogome varira od zdravstvenog stara pojedinog pacijenta i pravovremene i agresivne terapije. U protivnom zigomikoza može biti fatalna.

## Spoljašnje veze
- Zigomatoza — Stetoskop.info

|  | Molimo Vas, obratite pažnju na važno upozorenje u vezi sa temama iz oblasti medicine (zdravlja). |